# Broad Street Line

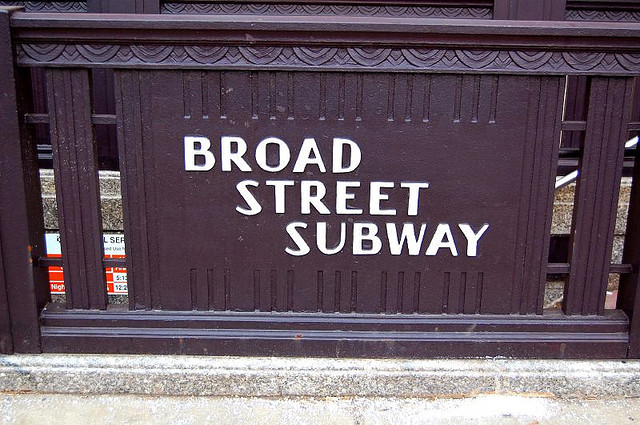
Een plaquette van de Broad Street Line

De Broad Street Line (BSL), ook bekend als de Broad Street Subway (BSS), Orange Line of Broad Line is een metrolijn in de Amerikaanse stad Philadelphia en wordt beheerd door de Southeastern Pennsylvania Transportation Authority (SEPTA). De Broad Street Line is een lijn die hoofdzakelijk die noord-zuid loopt tussen het Fern Rock Transportation Center in North Philadelphia en het NRG Station in South Philadelphia.
De lijn is vernoemd naar Broad Street, de straat waar de metrolijn grotendeels onderdoor rijdt.

## Stations
- Fern Rock Transportation Center
- Olney Transportation Center
- Logan station
- Wyoming station
- Hunting Park station
- Erie station
- Allegheny station
- North Philadelphia station
- Susquehanna–Dauphin station
- Cecil B. Moore station
- Girard station
- Fairmount station
- Spring Garden station
- Chinatown station
- 8th Street station
- Spring Garden station
- Race-Vine station
- City Hall station
- Walnut Locust station
- Lombard-South station
- Ellsworth Federal station
- Tasker-Morris station
- Snyder station
- Oregon station
- NRG station